# Saint-Colomban-des-Villards
Saint-Colomban-des-Villards este o comună în departamentul Savoie din sud-estul Franței. În 2009 avea o populație de 187 de locuitori.

## Evoluția populației
| An        | 1975 | 1982 | 1990 | 1999 | 2006 | 2009 |
| --------- | ---- | ---- | ---- | ---- | ---- | ---- |
| Populație | 161  | 183  | 204  | 195  | 184  | 187  |